# Шар D1/D2
Шар D1 и Шар D2 (фр. Char D1/D2) били су француски пешадијски тенкови из времена Другог светског рата.

## Развој
Рено Д1 био је увећана, модернија верзија Рено ФТ-17.

## Карактеристике

### Д1
Купола Д1 за једног човека имала је топ СА34 средње дужине, калибра 47 mm (са 112 метака) и митраљез од 7,5 mm. Други митраљез био је напред у трупу возила.

### Д2
Д2 био је сличан, али је користио куполу AMX-1 (као код Шар B-1), и касније верзије Д-2 искористиле су то понесу моћнији топ СА35. Д-2 је имао двоструко јачи мотор, који је подигао брзину са 18 на 23 km/h. Велика предност у односу на друге француске пешадијске тенкове било је постојање радија и радио-оператера (у трупу). Са друге стране, његов радијус дејства од само 100 km (90 код Д-1) био је мањи чак и од кратко-дометног Р-35.

## Корисници
- Француска
- Нацистичка Немачка